# ジョン・トール
ジョン・トール（John Toll）は、アメリカ合衆国オハイオ州クリーブランド出身の映画撮影監督。

## 来歴
『レジェンド・オブ・フォール/果てしなき想い』と『ブレイブハート』で2度アカデミー最優秀撮影賞を受賞している。妻はメイクアップアーティストのロイス・バーウェルで、彼女は『ブレイブハート』でアカデミーメイクアップ賞を受賞しており、夫婦揃って受賞していた。

## 主な作品
- ウインズ Wind (1992)
- レジェンド・オブ・フォール/果てしなき想い Legends of the Fall (1994)
- ブレイブハート Braveheart (1995)
- ジャック Jack (1996)
- レインメーカー The Rainmaker (1997)
- シン・レッド・ライン The Thin Red Line (1998)
- 背信の行方 Simpatico (1999)
- あの頃ペニー・レインと Almost Famous (2000)
- コレリ大尉のマンドリン Captain Corelli's Mandolin (2001)
- バニラ・スカイ Vanilla Sky (2001)
- ラスト サムライ The Last Samurai (2003)
- エリザベスタウン Elizabethtown (2005)
- ブラッド Rise (2007)
- セラフィム・フォールズ Seraphim Falls (2006) 日本未公開
- ゴーン・ベイビー・ゴーン Gone Baby Gone (2007) 日本未公開
- トロピック・サンダー/史上最低の作戦 Tropic Thunder (2008)
- 恋するベーカリー It's Complicated (2009)
- アジャストメント The Adjustment Bureau (2011)
- クラウド アトラス Cloud Atlas (2012)
- アイアンマン3 Iron Man 3 (2013)
- ジュピター Jupiter Ascending (2015)
- ビリー・リンの永遠の一日 Billy Lynn's Long Halftime Walk (2016)
- ハリエット Harriet (2019)